# しらたまくん
『しらたまくん』は、稲葉そーへーによる日本の青年漫画作品。『週刊ヤングジャンプ』（集英社）にて2014年35号より連載を開始。また、ニコニコ静画と『ジャンプSQ』（同）2015年9月号には、それぞれ出張読切版が掲載された（両作品とも単行本第5巻に収録）。
突然変異によって人間と変わらぬ知能を持った高校1年生の猫・白玉雄介と、彼に興味津々のクラスメイト・鈴川葵、そんな彼らが過ごす少しだけ異質な日常や周囲との交流を描いたコメディ漫画である。仔猫時代を描くスピンオフ作品『白玉教授のしろねこ』がある。

## あらすじ
春、高校生活の始まりに胸躍る女子高生・鈴川葵の前に座っていたのは、突然変異によって人間と変わらぬ知能と言語能力を持ち、人権を認められ普通の家庭で『人間』として育てられた雄猫・白玉雄介であった。そんな“異質な存在”である彼に気を遣い、遠巻きに見つめるクラスメイトをよそに、彼に興味津々な葵は積極的に交流を図る。そして、周囲に馴染めないまま生きてきた白玉の人生もまた、彼女との交流によって少しずつ変化してゆく。

## 登場人物

### 主要人物
白玉雄介（しらたま ゆうすけ）
本作の主人公。打掛北高校1年5組に入学した、15歳・高校1年生の雄猫。体重は4kg。好きな食べ物は魚貝と肉で、特にサンマが大好物。ペットとして文鳥を飼っている。2年生では5組となり、葵・来栖とクラスメイトになった。
当初は、現在の両親の元で普通のペットとして飼われていたが、1歳の時に言葉を発したため検査を受けたところ、人間の乳児と同程度の知能を持つことが判明、猫の突然変異体であると認定された。3歳でIQが120に達し両親との会話も可能になり、5歳の時に養子として迎えられ、世界初の人権を得た猫となり現在に至る（その当時は世界的な大ニュースになっていたらしい）。あくまで普通の人間としての生活を送っているが、身体能力および体質は“猫そのもの”であり、食事や生活習慣などで不便を感じている部分が多々ある模様。ペンを握ることが出来ないため、授業中はノートパソコンを足で器用に使いこなしてメモを取っている。
性格は温和で冷静。前述のニュースの件もあり、町内では有名人である。“異質な存在”である自分に気を遣う周囲の空気を察しており、中学までは友達と呼べる存在はいなかった。高校入学当初もクラスメイトとは距離を置いていたが、葵との交流を境に徐々に打ち解けてゆくようになり、その仕草の可愛さから（本人は無自覚だが）密かに人気者になっている。趣味はバードウォッチング。時々『猫ギャグ』と呼ばれるジョークを飛ばすことがある。
鈴川葵（すずかわ あおい）
本作のもう一人の主人公である女子高生で、白玉のクラスメイト。白玉の真後ろの席に座っていたが、席替えにより隣になった。2年生でも引き続き白玉のクラスメイトとなる。
明るく気さくで物怖じしない性格だが、少々天然かつ無神経な面が玉に傷。当初は、どこからどう見ても猫である白玉の存在に驚いていた（前述のニュースのことは知らずにいた）が、俄然彼に興味を持ち積極的にコンタクトを図ってやがて打ち解け、良き友人関係となった。友人となってからは白玉の生活習慣などにも遠慮なくツッコミを入れており、周囲から呆れられることもある。
勉強嫌いで特に読書は大の苦手であり、運動もあまり好きではない。絵のセンスも壊滅的。中学では家庭科部に所属していたため、料理や裁縫は得意である。のちに、白玉や沙織や美穂とともに高校で「家庭科部」を設立し部長に就任する。
結城沙織（ゆうき さおり）
白玉の1年時のクラスメイト。サバサバとした性格の女子で、葵とは中学からの友人。男勝りな口調で話し、少々Sっ気を出すところもあるが、料理好きなど女の子らしい一面も持っている。好物は桃。
頭脳明晰な常識人であり、葵の突飛な言動をたしなめるツッコミ的な役割を担う。葵や美穂とともに、白玉の良き友人である。2年生では6組となったため、白玉・葵とはクラスが別れた。
大原美穂（おおはら みほ）
白玉の1年時のクラスメイト。おっとりした優しい性格の眼鏡女子。白玉とは同じ中学に通っていたが、当時はほとんど交流がなかった。中学の頃に美術部に入っており、絵を描くのが得意。
入学後すぐ葵や沙織と友人になり、その流れで白玉とも改めて仲良くなる。胸が大きいことを非常に気にしており、少しでも目立たないように夏場でもベストを着ている。乗り物に弱い体質である。2年生では沙織と同じく6組となったため、白玉・葵とはクラスが別れた。

### 家庭科部のメンバー
来栖誠（くるす まこと）
1年2組に籍を置く男子生徒。パッと見は小柄でおとなしい風貌。
白玉の熱烈なファンであり、仲良くなりたいと切望するが勇気が出ず、葵に仲介を頼む。その後、葵の設立した家庭科部に入部することとなり、白玉とは念願の友人関係となった。行動のすべてが白玉中心であり、時にはマイペースな葵も驚くほどの突拍子もない行動に走ることがある。
中学の頃は卓球部に所属しており、全国大会でベスト8に入ったほどの腕前。手先も器用で、絵が上手い。2年生では5組となったため、白玉・葵とクラスメイトとなる。
一之瀬亜美（いちのせ あみ）
白玉たちの後輩にあたる、新入生の女子生徒。嶋田の入部試験クイズを勝ち抜き、家庭科部への入部を果たした。明るく素直な性格ですぐに打ち解け、葵からは名前をもじって『アミーゴ』と呼ばれている。
家で猫を5匹飼っているため、猫の生態や扱いには慣れており、白玉のこともどちらかと言えば猫扱いすることが多い。

### その他の生徒
金田翔平（かなだ しょうへい）
1年の2学期に白玉のクラスに転入してきた男子生徒。身長がかなり高い上に、強面で威圧感のある風貌。転入早々に周囲につっけんどんな態度をとり、クラスで孤立してしまう。
孤独を好む一匹狼的な性分だが、白玉から色々と気に掛けられたこともあり、少しであるが心を開くようになった。
吉田（よしだ）
打掛北高校・卓球部部長。
来栖の実力に目をつけており、彼を入部させるべくしきりに勧誘している。入部を賭け来栖と勝負をするが、彼の実力の前には手も足も出ずに終わった。部活動に心血を注ぐ熱血漢である。
白メシ先輩（しろめしせんぱい）
昼食時に学食に現れる“名物的存在”。白いご飯だけをドカ買いして、他の生徒におかずをもらって回っている。妙なカリスマ性を持っており、彼におかずをあげるためにわざと残す生徒もいるほどである。

### 教師
大木卓（おおき すぐる）
白玉たちの担任教師で、大柄な体格に坊主頭の男性。生徒の相談にも親身に接する良き教師。教科は体育担当で、ラグビーの顧問をしている。
嶋田（しまだ）
生物担当の教師。眼鏡をかけ、校内では常に白衣姿である。
ミステリアスな雰囲気を持っているが、実は異常なほどの猫好きで重度の肉球フェチ。白玉に「肉球の匂いを嗅がせてくれ」と頼み込むが、にべもなく断られる。いささか変人ではあるが、根は悪い人間ではない。
のちに、葵の設立した家庭科部に白玉が入部することを知り、顧問に就任する。

### 登場人物の家族
白玉真由美 (しらたま まゆみ)
セミロングの髪型をした美人で、専業主婦。葵ほどではないが、天然でマイペースな性格をしている。白玉のことを『ユウ君』と呼び、実子と変わらぬ愛情を注いでいる。
白玉耕介 (しらたま こうすけ)
口髭を蓄えたダンディな風貌。職業は大学教授。妻と同じく、白玉のことを息子として溺愛している。趣味は白玉を写真やビデオに撮ること。
白玉サクラ（しらたま サクラ）
白玉雄介の妹。年齢は兄より一つ下。ポニーテールの髪型をしている。たまに喧嘩はするが、白玉との兄妹仲は良い。のちに、兄と同じ打掛北高校に進学した。
キイちゃん
白玉が帰宅途中に拾ったメスの捨て猫。白玉家では処遇に困り、いったんは嶋田が引き取ることになったものの、既に情が移っていた白玉の翻意によりそのまま飼われることになる。白玉にはとても懐いており、ペットの文鳥とも仲良くしている様子。

## 作中用語
打掛北高校（ぶつかけきたこうこう）

## 白玉教授のしろねこ
しゃべる仔猫シロ（しらたまくんの仔猫時代）を描くスピンオフ作品『白玉教授のしろねこ』が「となりのヤングジャンプ」（集英社）にて2017年10月19日より2018年6月14日まで連載された。全2巻。

## 書誌情報
- 稲葉そーへー 『しらたまくん』 集英社〈ヤングジャンプ・コミックス〉、全12巻
  1. 2015年2月24日発行（2月19日発売[集 1]）、ISBN 978-4-08-890104-6
  2. 2015年4月22日発行（4月17日発売[集 2]）、ISBN 978-4-08-890176-3
  3. 2015年7月22日発行（7月17日発売[集 3]）、ISBN 978-4-08-890225-8
  4. 2015年9月23日発行（9月18日発売[集 4]）、ISBN 978-4-08-890270-8
  5. 2015年12月23日発行（12月18日発売[集 5]）、ISBN 978-4-08-890322-4
  6. 2016年3月23日発行（3月18日発売[集 6]）、ISBN 978-4-08-890386-6
  7. 2016年7月24日発行（7月19日発売[集 7]）、ISBN 978-4-08-890467-2
  8. 2016年10月24日発行（10月19日発売[集 8]）、ISBN 978-4-08-890507-5
  9. 2017年1月24日発行（1月19日発売[集 9]）、ISBN 978-4-08-890573-0
  10. 2017年4月24日発行（4月19日発売[集 10]）、ISBN 978-4-08-890625-6
  11. 2017年7月24日発行（7月19日発売[集 11]）、ISBN 978-4-08-890705-5
  12. 2017年10月24日発行（10月19日発売[集 12]）、ISBN 978-4-08-890761-1
- 稲葉そーへー 『白玉教授のしろねこ』 集英社〈ヤングジャンプ・コミックス〉、全2巻
  1. 2018年3月発行（3月19日発売[集 13]）、ISBN 978-4088908748
  2. 2018年7月発行（7月19日発売[集 14]）、ISBN 978-4088910765